# ایر تانزانیا
ایر تانزانیا (به انگلیسی: Air Tanzania) یک شرکت هواپیمایی با کد یاتا TC است که در ۱۱ مارس ۱۹۷۷ میلادی تأسیس شده و در ۱ ژوئن ۱۹۷۷ فعالیتش را آغاز کرده‌است. قطب ایر تانزانیا در فرودگاه بین‌المللی ژولیوس نیرر قرار دارد.